# اندیس آخوری
آخوری یک اندیس فلزی است که در حوالی شهر کلاته استان سمنان قرار دارد و مادهٔ معدنی موجود در آن، سرب و روی است.سنگ میزبان این اندیس دولومیت است و دیرینگی آن به دوران دونین می‌رسد. در این اندیس، پاراژنز‌های اسمیت زونیت یافت می‌شوند.